# 和田村 (島根県)
和田村（わだむら）は、島根県那賀郡にあった村。現在の浜田市の一部にあたる。

## 地理
家古屋川の支流、白角川の上流部に位置していた。

## 歴史
- 1889年（明治22年）4月1日、町村制の施行により、那賀郡和田村、重富村、本郷村が合併して村制施行し、和田村が発足[1][2]。
- 1954年（昭和29年）10月1日 - 那賀郡今市村・木田村・都川村、邑智郡桜江村（一部、大字八戸字山の内）が合併して旭村を新設して廃止された[1][2]。

### 地名の由来
水のわたりたまる里のため。

## 産業
- 農業[1]